# Repubblica dei pirati
Repubblica dei pirati (in inglese: Republic of Pirates) o Repubblica di Nassau è il nome con cui è nota la base o la fortezza di una confederazione gestita da pirati presso Nassau, sull'isola di New Providence, nelle Bahamas, dal 1706 al 1718. Pur non essendo mai stata riconosciuta come stato dalle altre potenze nel mondo l'area era gestita come uno stato ed era governata dal "codice piratesco". Le attività dei pirati causarono non pochi problemi al commercio e alla navigazione nelle Indie occidentali sino a quando il governatore Woodes Rogers non raggiunse Nassau nel 1718 e vi restaurò il controllo inglese.

## Storia
L'era della pirateria nei Caraibi ebbe inizio nel 1696, quando il pirata Henry Every portò la sua nave, la Fancy, carica di bottino ricavato dalle navi sulla tratta delle Indie, al porto di Nassau. Every corruppe il governatore Nicholas Trott con oro e argento, e con la stessa Fancy, carica di cinquanta tonnellate di avorio e di cento barili di polvere da sparo. Egli fece di Nassau la sua base da dove potere operare in sicurezza, anche se diversi altri governatori cercarono periodicamente di scacciarlo. I governatori inglesi dell'isola rimasero sempre regolarmente in carica durante tutto il periodo della conquista piratesca di Nassau, ma di fatto non poterono avere giurisdizione sulla città e sull'area circostante.
L'era del vero controllo da parte dei pirati si ebbe però quando una flotta franco-spagnola attaccò Nassau nel 1703 e nuovamente nel 1706; l'isola venne a tutti gli effetti abbandonata dalla maggior parte dei suoi abitanti e lasciata senza alcuna presenza governativa inglese. Nassau venne così conquistata da un gruppo di corsari inglesi che divennero poco dopo dei veri e propri pirati fuorilegge. I pirati attaccarono le navi francesi e spagnole e queste forze misero a ferro e fuoco Nassau più volte. I pirati si insediarono definitivamente a Nassau, e di fatto vi stabilirono una loro repubblica con propri governatori. Dal 1713 la guerra di successione spagnola era ormai conclusa, ma molti corsari inglesi non avevano ancora ricevuto la notizia o erano riluttanti ad accettarne le conseguenze e pertanto si diedero alla pirateria. Un gran numero di corsari rimasti senza impiego fecero vela verso New Providence per aderire alla repubblica locale. La repubblica era dominata da due famosi pirati, tra loro anche rivali: Benjamin Hornigold e Henry Jennings. Hornigold era visto come un mentore tra i pirati, come il famoso Edward Teach, noto come "Barbanera", Sam Bellamy e Stede Bonnet. Jennings a sua volta fu mentore di Charles Vane, 'Calico' Jack Rackham, Anne Bonny e Mary Read. Malgrado le rivalità interne i pirati costituirono la cosiddetta Flying Gang e divennero tristemente noti per i loro successi. Il governatore di Bermuda stimò che a Nassau vi fossero non meno di mille pirati all'epoca e che essi superassero di molto persino gli abitanti della città principale. Barbanera venne in seguito votato dai pirati di Nassau come loro magistrato, con il compito di mantenere la legge e l'ordine nella repubblica.
Il pirata Thomas Barrow disse "lui è il governatore di Providence e verrà reso vicegovernatore in Madagascar, e si aspetta 500-600 uomini dalla Giamaica per unirsi con lui a Providence, e poi dichiarare guerra a francesi e spagnoli, ma non agli inglesi, o perlomeno fino a quando questi non faranno la prima mossa di attaccare" Sebbene originariamente i pirati avessero evitato di attaccare le navi inglesi questa restrizione andò scomparendo nel tempo, in particolare con il fortificarsi della flotta piratesca che, al suo culmine, era in grado di catturare una fregata della Royal Navy. Le devastazioni causate dai pirati fecero sì che molti richiedessero la distruzione della loro "repubblica", e infine il re Giorgio I di Gran Bretagna nominò Woodes Rogers al ruolo di governatore delle Bahamas con il preciso compito di porre fine alla pirateria in loco. Nel 1718 Rogers giunse a Nassau con una flotta di sette navi, portando con sé il perdono ufficiale del re d'Inghilterra per tutti coloro che avessero voluto abbandonare la pirateria. Tra coloro che accettarono l'offerta vi fu Benjamin Hornigold, e, con una scaltra mossa, Rogers diede a Hornigold il compito di stanare e dare la caccia a quei pirati che si erano rifiutati di arrendersi o di accettare il perdono reale. In quanto ex corsaro Hornigold seppe portare a compimento con zelo il proprio compito. Anche se alcuni pirati come Charles Vane e Barbanera riuscirono a fuggire alla cattura Hornigold prese prigionieri dieci pirati la mattina del 12 dicembre 1718, nove dei quali vennero giustiziati. Questo atto simbolicamente riabilitò il controllo inglese sull'isola e pose fine alla repubblica dei pirati.

## Codice di condotta
La repubblica dei pirati era diretta dalla legge fondamentale in uso tra i pirati, il codice piratesco. Secondo il codice i pirati gestivano le loro navi democraticamente, dividendo equamente quanto saccheggiato, scegliendo e deponendo i capitani per voto popolare. Molti dei pirati erano stati corsari rimasti senza lavoro dalla fine della guerra della regina Anna o ex marinai che si erano rivoltati a mercanti o marine, o persino africani o irlandesi. Anche alcuni mulatti aderirono alla repubblica sino a divenirne capitani. Tra i pirati vi erano anche dei giacobiti che si erano dati a quella vita nel tentativo di restaurare gli Stuart da poco deposti dal loro trono in Inghilterra.

## Famosi pirati di Nassau

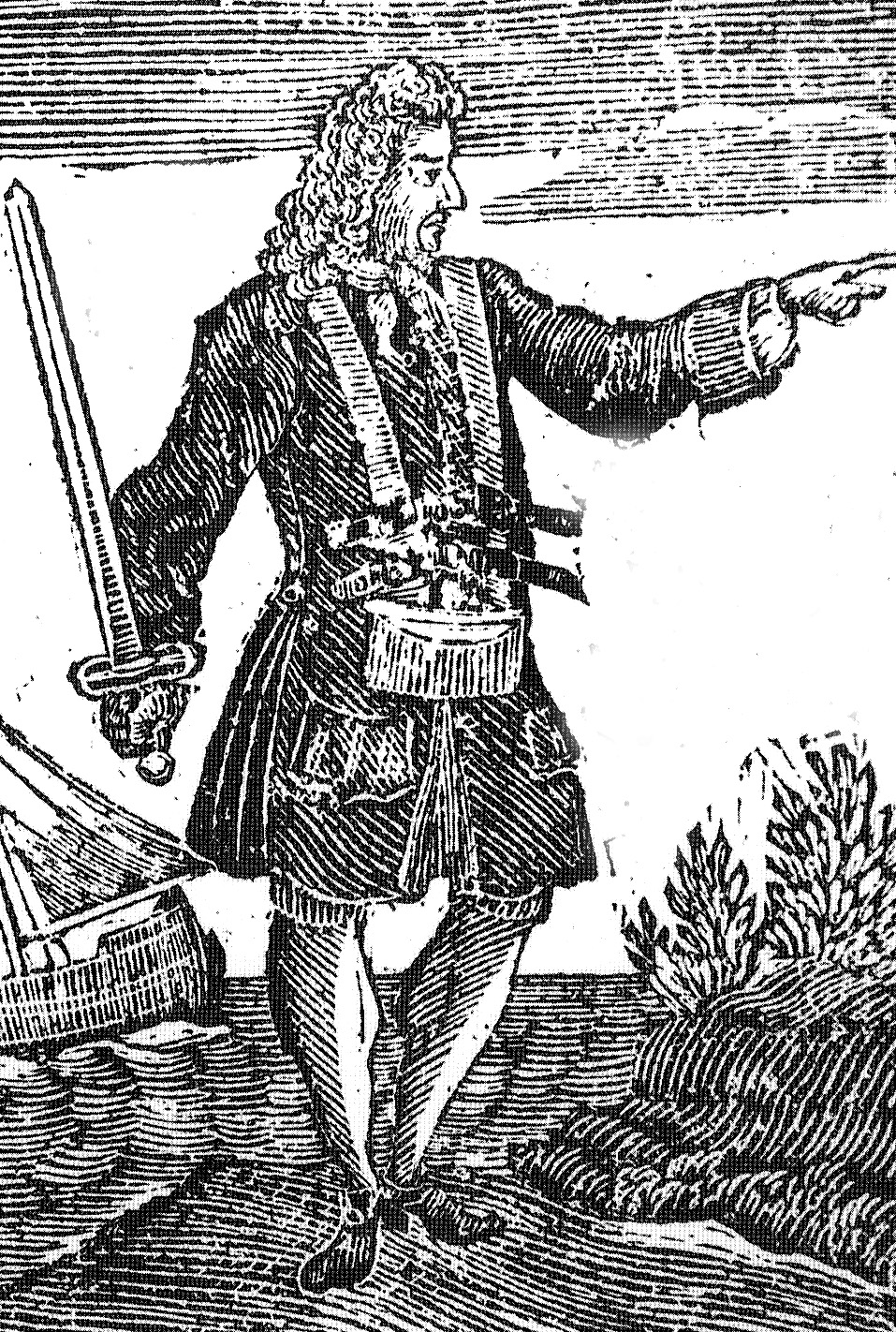
Charles Vane
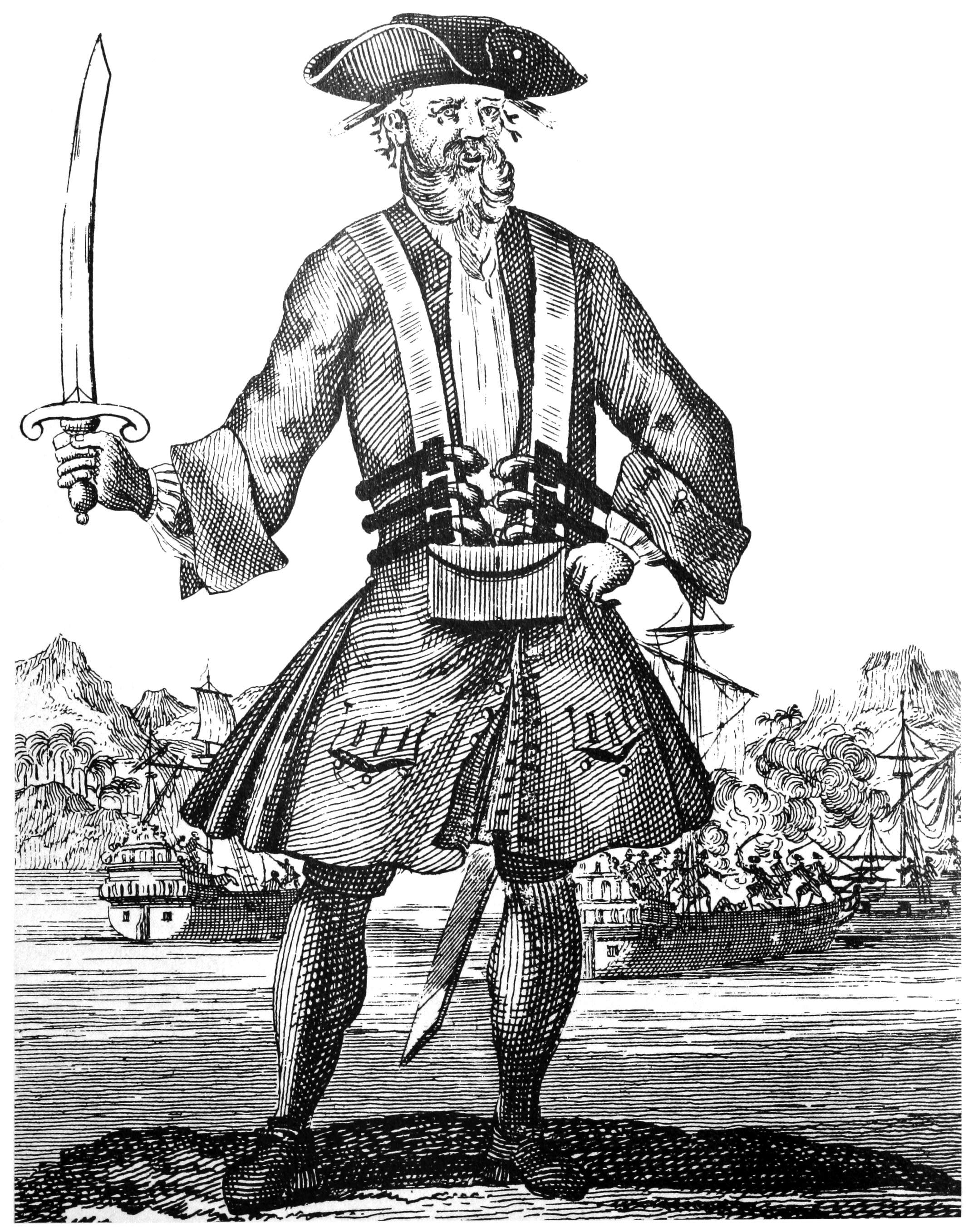
Edward Teach
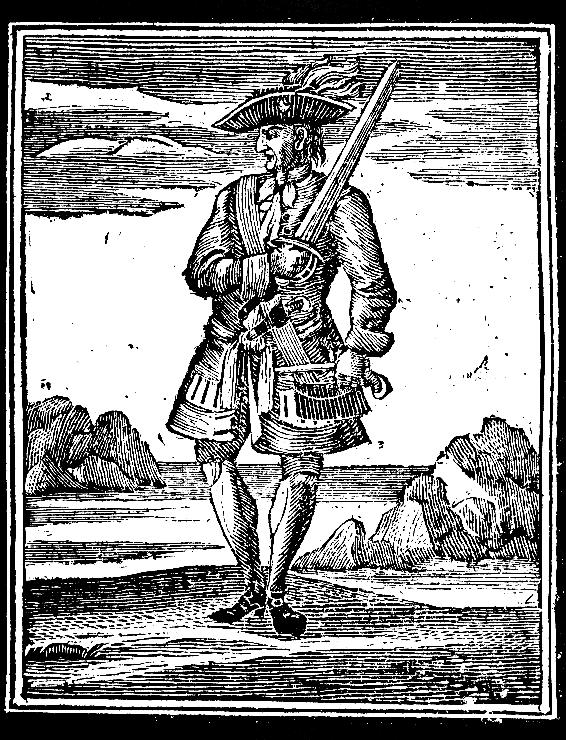
Jack Rackham

## Nella cultura di massa
- In Assassin's Creed IV: Black Flag Edward Kenway è tra i pirati che aiutano Hornigold e Barbanera a mantenere il controllo su Nassau e la sua repubblica.[6][7]

- La serie TV Black Sails è incentrata perlopiù sulla storia degli abitanti della repubblica piratesca di Nassau.[8]